# Hamlet (1913)
Hamlet ist ein britischer Stummfilm aus dem Jahre 1913 von Hay Plumb mit Johnston Forbes-Robertson in der Hauptrolle. Bei dieser Adaption des gleichnamigen Stücks von William Shakespeare handelt es sich um die erste abendfüllende Kinofassung dieses Königsdramas.

## Handlung
Der Film hält sich eng an die literarische Vorlage.

## Produktionsnotizen
Hamlet, 1629 Meter lang, verteilt auf sechs Akte, wurde am 22. September 1913 in London uraufgeführt. Ob es auch eine deutsche Aufführung gab, ist unbekannt. Eine österreichische Vorführung soll es noch 1913 gegeben haben.
Die Verfilmung folgte der Bühneninszenierung, wie sie 1913 am Theatre Royal Drury Lane mit denselben Darstellern dargeboten wurde.
Die Außendrehs fanden vor dem Hamlet-Handlungsort in Helsingör statt, die Studioaufnahmen in Walton-on-Thames. Die Produktionskosten betrugen, laut dem Neuen Wiener Tageblatt, umgerechnet nahezu 300.000 österreichische Kronen.

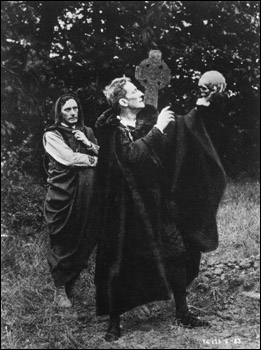
Johnston Forbes-Robertson als Hamlet und S. A. Cookson als Horatio in Hamlet

## Kritik
Das Neue Wiener Tagblatt schrieb: „Das Spiel Fobes-Robertsons (sic!) im Film erreicht nahezu seine Meisterleistung auf der Bühne. Man hört aus dem stummen Mienen und Gebärdenspiel des Künstlers nahezu die Worte Shakespeares wieder und wird sich auch durch die kinematographische Darstellung der Kraft dieses Dichtwerkes bewußt. Die Rolle der Ophelia ist gleichfalls durch eine allererste Kraft besetzt. Sie wird von Gertrud Elliot, der gefeierten Tragödin Großbritanniens, die auch auf der Bühne die Partnerin Fobes-Robertsons ist, gespielt. Ihre Leistung als Kinodarstellerin findet den ungeteilten Beifall der Presse und des Publikums.“